# Davian Clarke
Pour les articles homonymes, voir Clarke.
Davian Clarke, né le  30 avril 1976 à Sainte-Catherine, est un athlète jamaïcain, spécialiste du 400 mètres.

## Carrière sportive
Davian Clarke fait ses débuts sur la scène internationale lors des Championnats du monde d'athlétisme 1995 de Göteborg, en remportant la médaille d'argent du relais 4 × 400 mètres avec ses coéquipiers de l'équipe de Jamaïque (Michael McDonald, Danny McFarlane et Gregory Haughton). Sur un plan individuel, il est éliminé en demi-finale du 400 mètres. L'année suivante, il est membre du relais 4 × 400 m médaillé de bronze lors des Jeux olympiques d'Atlanta.

## Palmarès
| Date | Compétition                    | Lieu                      | Résultat | Épreuve          |
| ---- | ------------------------------ | ------------------------- | -------- | ---------------- |
| 1995 | Championnats du monde          | Göteborg, Suède           | 2e       | Relais 4 × 400 m |
| 1996 | Jeux olympiques                | Atlanta, États-Unis       | 3e       | Relais 4 × 400 m |
| 1997 | Championnats du monde          | Athènes, Grèce            | 3e       | Relais 4 × 400 m |
| 1999 | Championnats de la NACAC       | Bridgetown, Barbade       | 2e       | 400 mètres       |
| 1999 | Championnats du monde          | Séville, Espagne          | 2e       | Relais 4 × 400 m |
| 2003 | Championnats du monde en salle | Birmingham, Royaume-Uni   | 2e       | Relais 4 × 400 m |
| 2003 | Championnats du monde          | Paris, France             | 2e       | Relais 4 × 400 m |
| 2003 | Jeux panaméricains             | Saint-Domingue, Rep. Dom. | 1er      | Relais 4 × 400 m |
| 2004 | Championnats du monde en salle | Budapest, Hongrie         | 2e       | 400 mètres       |
| 2004 | Championnats du monde en salle | Budapest, Hongrie         | 1er      | Relais 4 × 400 m |
| 2005 | Championnats du monde          | Helsinki, Finlande        | 3e       | Relais 4 × 400 m |
| 2006 | Championnats du monde en salle | Moscou, Russie            | 4e       | 400 mètres       |
| 2006 | Jeux du Commonwealth           | Melbourne, Australie      | 3e       | Relais 4 × 400 m |